# Тории Киётада
Тории Киётада (яп. 鳥居清忠, годы творчества 1720—1750) — японский художник, Представитель третьего поколения мастеров укиё-э из династии Тории.

## Биография и творчество
О жизни Тории Киётада не осталось сведений. Кроме того, что он жил и работал в Эдо, поступив в мастерскую к Тории Киёнобу. Кроме школы Тории на его работы оказало влияние творчество художника Окумура Масанобу.
Как правило, сюжетами гравюр у Киётады служили сцены из театра Кабуки или из чайных домов в квартале Ёсивара, особое внимание в них уделялось детальному построению перспективы в интерьере или фоне, а также светотеневой моделировке (кьяроскуро).
- Влюблённые. ок. 1719-1722.
- У входа в квартал Ёсивара. 1740.
- Интерьер дома в квартале Ёсивара. начало 1740-х.